# Prawdino (Kaliningrad, Gurjewsk)
Prawdino (russisch Правдино, deutsch Thiemsdorf, Kreis Königsberg/Samland) ist ein Ort in der russischen Oblast Kaliningrad. Er gehört zur kommunalen Selbstverwaltungseinheit Stadtkreis Gurjewsk im Rajon Gurjewsk.

## Geographische Lage
Prawdino liegt 24 Kilometer nordöstlich der Stadt Kaliningrad (Königsberg) an einer Nebenstraße östlich der Kommunalstraße 27K-053 von Gurjewsk (Neuhausen) nach Kaschirskoje (Schaaksvitte) am Kurischen Haff. Bis 1945 war Kirche Schaaken (heute russisch: Schemtschuschnoje) die nächste Bahnstation an der Bahnstrecke Prawten–Schaaksvitte (Lomnossowo–Kaschirskoje) der Königsberger Kleinbahn. Heute besteht keine Bahnanbindung mehr.

## Geschichte
Der bis 1946 Thiemsdorf genannte Ort war zwischen 1874 und 1945 in den Amtsbezirk Schaaken (russisch: Nekrassowo) eingegliedert und gehörte zum Landkreis Königsberg (Preußen) (1939 bis 1945 Landkreis Samland) im Regierungsbezirk Königsberg der preußischen Provinz Ostpreußen.
Im Jahre 1945 kam Thiemsdorf innerhalb des nördlichen Ostpreußens zur Sowjetunion. Im Jahr 1947 erhielt der Ort die russische Bezeichnung Prawdino und wurde gleichzeitig dem Dorfsowjet Kaschirski selski Sowet im Rajon Gurjewsk zugeordnet. Im Jahr 1954 gelangte der Ort in den Marschalski selski Sowet. Von 2008 bis 2013 gehörte Prawdino zur Landgemeinde Chrabrowskoje selskoje posselenije und seither zum Stadtkreis Gurjewsk.

### Einwohnerentwicklung
| Jahr | Einwohner |
| ---- | --------- |
| 1910 | 177       |
| 1933 | 198       |
| 1939 | 191       |
| 2002 | 80        |
| 2010 | 80        |

## Kirche
Bis 1945 war die Bevölkerung von Thiemsdorf nahezu ausschließlich evangelischer Konfession. Das Dorf war in das Kirchspiel Schaaken mit Pfarrsitz in Kirche Schaaken (russisch: Schemtschuschnoje) eingepfarrt, das zum Kirchenkreis Königsberg-Land II in der Kirchenprovinz Ostpreußen der Kirche der Altpreußischen Union gehörte. Heute liegt Prwadino im Einzugsbereich der neu entstandenen evangelisch-lutherischen Kirchengemeinde in Marschalskoje (Gallgarben). Sie ist Filialgemeinde der Auferstehungskirche in Kaliningrad (Königsberg), der Hauptkirche der Propstei Kaliningrad der Evangelisch-lutherischen Kirche Europäisches Russland (ELKER).